# Piper pleiocarpum
Piper pleiocarpum är en pepparväxtart som beskrevs av Chao Chien Chang och Y.C. Tseng. Piper pleiocarpum ingår i släktet Piper och familjen pepparväxter. Inga underarter finns listade i Catalogue of Life.